# Perpetua (Matrone)
Perpetua war der Legende zufolge eine römische Matrone und Heilige. Ihre historische Existenz gilt als sehr zweifelhaft.
Perpetua soll von Petrus selbst getauft worden sein und habe dann auch ihren Mann Africanus und ihren Sohn Nazarius zum Christentum bekehrt, ehe sie um das Jahr 80 gestorben sein soll. In Mailand wirkte der Heilige Nazarius und infolgedessen wird auch Perpetua in Mailand besonders verehrt, jedoch starb Nazarius erst während der diokletianischen Christenverfolgung um 303, sodass eine Verbindung seiner Mutter mit Petrus chronologisch unmöglich ist. Dem Martyrologium Romanum nach sollen sich ihre Gebeine in Rom befunden haben, angebliche Reliquien der Perpetua werden in Mailand und Cremona aufbewahrt.
Gedenktag der Heiligen ist der 4. August.